# Flawless (2007)
Flawless (Alternativtitel: Flawless – Ein tadelloses Verbrechen) ist ein britischer Kriminalfilm aus dem Jahr 2007. Regie führte Michael Radford, das Drehbuch schrieb Edward Anderson. Der Titel des Filmes spielt mit der Bedeutung des englischen Wortes flawless, das zugleich „makellos“ oder „einwandfrei“ bedeutet, in Bezug auf Diamanten aber auch „lupenrein“.

## Handlung
In einem Café im heutigen London trifft sich eine unscheinbare ältere Frau mit einer jungen Journalistin. Diese befragt Laura Quinn über ihre Erfahrungen als eine der ersten weiblichen Führungskräfte im London der fünfziger und sechziger Jahre. Quinn zeigt der Journalistin einen geschliffenen Großdiamanten und sagt ihr, dass sie diesen gestohlen habe. Eine Rückblende leitet über zur Haupthandlung im Jahr 1960.
Die hochqualifizierte und stets elegant auftretende Quinn hat es bei der London Diamond Corporation als erste Frau auf die Karriereleiter geschafft. Doch die strikt männerdominierte Unternehmenskultur der Lon Di, die den weltweiten Diamantenmarkt monopolistisch kontrolliert, blockiert Quinns ersehnten und verdienten Aufstieg vom Senior Manager zum Managing Director; alle Stellen dieses Rangs im weltweiten Niederlassungsnetz des Unternehmens sind ausnahmslos mit Männern besetzt.
Der Witwer Hobbs putzt bei Lon Di nach Büroschluss die Büros, Korridore und Sanitärbereiche und steht kurz vor der Pensionierung. Er überredet die gerade erneut bei einer Beförderung übergangene Quinn, ihn bei einem Diebstahl zu unterstützen. Er will eine unauffällige Menge an Rohdiamanten entwenden und in seiner Thermoskanne aus dem Gebäude schmuggeln.
Als Quinn von Hobbs erfährt, dass sie demnächst unter einem Vorwand entlassen werden soll, was sich tatsächlich als zutreffend herausstellt, beschafft sie in einer riskanten Aktion die Geheimzahl zum Tresorraum, in dem außer einigen hochkarätigen Brillanten zwei Tonnen Rohdiamanten für das laufende Tagesgeschäft lagern. Gemeinsam ermitteln sie eine Schwachstelle im gerade erstmals installierten Überwachungssystem. Da die Bilder von acht Kameras alternierend auf nur vier Bildschirmen gezeigt werden, sieht der diensthabende Wachmann den Korridor zum Tresorraum immer nur mit kurzen Unterbrechungen. So gelangt Hobbs in einer der folgenden Nächte ungesehen in den Tresorraum. Als dieser am nächsten Morgen geöffnet wird, ist der gesamte tonnenschwere Diamantenbestand spurlos verschwunden. Die Versicherung der Lon Di beauftragt ihren eigenen Ermittler Finch mit der Untersuchung des Falls; die Polizei wird nicht eingeschaltet. In der Firmenzentrale geht kurz darauf eine Forderung über 100 Millionen Pfund für die Rückgabe der Beute ein.
Die vom Umfang des Diebstahls völlig überraschte Quinn reagiert zunehmend nervös. So geraten sie und Hobbs ins Visier von Finch, der nicht nur systematisch ermittelt, sondern auch über einen guten Instinkt verfügt.
Mittlerweile übt die Lon Di Druck auf ihre Versicherung aus, das Lösegeld zu zahlen. Als die Rückgabe der Diamanten nach der Lösegeldzahlung ausbleibt und die Nachricht vom Diebstahl der Presse zugespielt wird, erleidet der Leiter der Firma, Milton Kendrick Ashtoncroft, einen tödlichen Herzinfarkt. Der persönlich haftende Präsident der Versicherung, Sir Clifton Sinclair, sieht sich ruiniert und erschießt sich.
Auf der Firmentoilette fällt Quinn ein Ohrring in den Waschbeckenabfluss und sie schraubt deshalb den Siphon auf. Dabei kommt ihr der Gedanke, Hobbs könnte auf diesem Wege die Diamanten weggeschafft haben. Sie steigt daraufhin nachts in einen Abwasserkanal, in dem sie die Diamanten vermutet, und trifft dort auf Hobbs. Dieser erzählt ihr, dass seine Krankenversicherung vor 15 Jahren die Behandlung seiner krebskranken Frau so lange hinausgezögert habe, dass die Behandlung danach keinen Erfolg mehr haben konnte. Er habe persönlich an den Vorstandsvorsitzenden der Versicherung, den heutigen Sir Clifton Sinclair, appelliert, dieser habe die Eilbedürftigkeit des Falls aber verneint. Derselbe Sinclair hatte vor Einführung des staatlichen Gesundheitswesens im großen Stil vom Verkauf solcher oft nutzloser Krankenhauskostenversicherungen an sozial schwache Bevölkerungsschichten profitiert, weshalb ihm Hobbs die Schuld am Tod seiner Frau gibt. 
Hobbs zeigt Quinn die Diamanten, die er von einem Ausgussbecken im Putzmittelraum in den Abwasserkanal geleitet hat, und verschwindet dann in der dunklen Kanalisation. Quinn meldet den Fund, die Diamanten werden in den Tresorraum zurückgeschafft und dort der Presse als Beweis dafür präsentiert, dass es sich bei dem angeblichen Diebstahl um ein absolutes Gerücht handelt. Eine Beteiligung an dem Coup hätte Laura Quinn zwar indirekt nachgewiesen werden können, der Ermittler verzichtet aber darauf, auch weil er eine Schwäche für sie hat. Als Quinn bei der nächsten anstehenden Beförderung wieder übergangen wird, verlässt sie die Lon Di.
Zurück in der Jetztzeit berichtet Quinn der Journalistin, dass sie Hobbs nie wieder gesehen, aber einige Zeit nach diesen Vorfällen von einer Bank die Mitteilung erhalten habe, die kompletten 100 Millionen Pfund seien auf einem Schweizer Nummernkonto für sie hinterlegt. Sie lässt die Journalistin mit einem Manuskript ihrer Memoiren in dem Café zurück. Diese liest darin, dass Quinn die vergangenen vier Jahrzehnte dazu genutzt habe, dieses riesige Vermögen (zwischen 1 und 1,5 Milliarden Pfund nach heutiger Rechnung) restlos an wohltätige Organisationen und bedürftige Menschen zu spenden. Nur einen einzelnen geschliffenen Großdiamanten, der in der Kanalisation zu Boden gefallen war und den sie eingesteckt hatte, habe sie bis heute behalten – als Versicherung für schlechte Zeiten oder vielleicht aber auch nur als letzte Reminiszenz an die eigene Eitelkeit in ihrem alten Leben.

## Hintergründe
Die Dreharbeiten fanden größtenteils in Luxemburg, sowie in Frankreich und London statt; die Produktionskosten beliefen sich auf schätzungsweise 20 Millionen US-Dollar. Die Weltpremiere war am 11. Februar 2007 auf dem European Film Market. Am 29. September 2007 wurde der Film auf dem Festival Internacional de Cine de Donostia-San Sebastián gezeigt. Am 28. März 2008 begann die breite Veröffentlichung in den Kinos der Vereinigten Staaten.

## Kritiken
Jonathan Holland schrieb in der Zeitschrift Variety vom 3. Oktober 2007, der Film sei eine „polierte und glänzende Übung in der Nostalgie der 60er“. Er sei visuell ansprechend wie ein Maßanzug von der Savile Row. Caine spiele „perfekt“ sich selbst, doch trotz seiner harten Arbeit bleibe der Eindruck der Künstlichkeit der Beziehung des von ihm verkörperten Charakters zu Quinn. Die Dialoge erschienen gelegentlich „goldrichtig“.